# Debora Cahn
Debora Cahn est une scénariste et productrice de télévision américaine. Elle est principalement connue pour avoir participé à des séries télévisées comme À la Maison-Blanche et Grey's Anatomy.
Elle a été scénariste et productrice exécutive sur la série Homeland de la chaîne Showtime pour ses deux dernières saisons (2018-2020). Elle a également été scénariste et productrice consultante sur la série Fosse/Verdon (2019) de FX, pour laquelle elle a remporté un prix de la Writers Guild of America pour la meilleure adaptation d'une série télévisée de longue durée. En 2018, elle écrit le film Paterno sur HBO, avec Al Pacino et réalisé par Barry Levinson. Elle a été scénariste et co-productrice exécutive de la série HBO Vinyl (2016) de Martin Scorsese. De 2006 à 2013, elle a été scénariste et productrice de Grey's Anatomy. Elle a commencé sa carrière en tant que scénariste et productrice de The West Wing, de la quatrième à la septième et dernière saison (2002-2006). Plus récemment, Cahn a signé un accord global pluriannuel avec Netflix. Dans le cadre de cet accord, elle est productrice exécutive et showrunner de la série dramatique de thriller politique La Diplomate.
Cahn a gagnée deux Writers Guild of America Awards et a reçu de nombreuses nominations

## Filmographie

### À la télévision
- 1999–2006 : À la Maison-Blanche (The West Wing)
- 2007–2013 : Grey's Anatomy
- 2009–2011 : Private Practice
- 2023 : La Diplomate